# Radoslav Anev
Radoslav Anev (in bulgaro Радослав Анев?; Blagoevgrad, 1º febbraio 1985) è un ex calciatore bulgaro, di ruolo centrocampista.

## Carriera

### Club
Ha giocato con varie squadre di club bulgare, e con il Pirin.

### Nazionale
Ha rappresentato la Nazionale bulgara Under-21.